# C12H12N2O4
化学式C12H12N2O4（摩尔质量：248.24 g/mol）可以指：
- 森沙夫定，CAS号：634907-30-5
- 4-羟基苯巴比妥，CAS号：379-34-0

|  | 这个同类索引页列出了具有相同分子式的化学物（即同分異構體）条目。 除非您是有意链接至本页，否则应将相应条目的内部链接指向正确的条目。 |